# Kosazke (Oleksandrija)
Kosazke (ukrainisch Козацьке; russisch Казацкое Kasazkoje) ist ein Dorf im Osten der Oblast Kirowohrad im Zentrum der Ukraine mit etwa 800 Einwohnern (1. April 2013) und das Gemeindezentrum der Landratsgemeinde Kosazke.

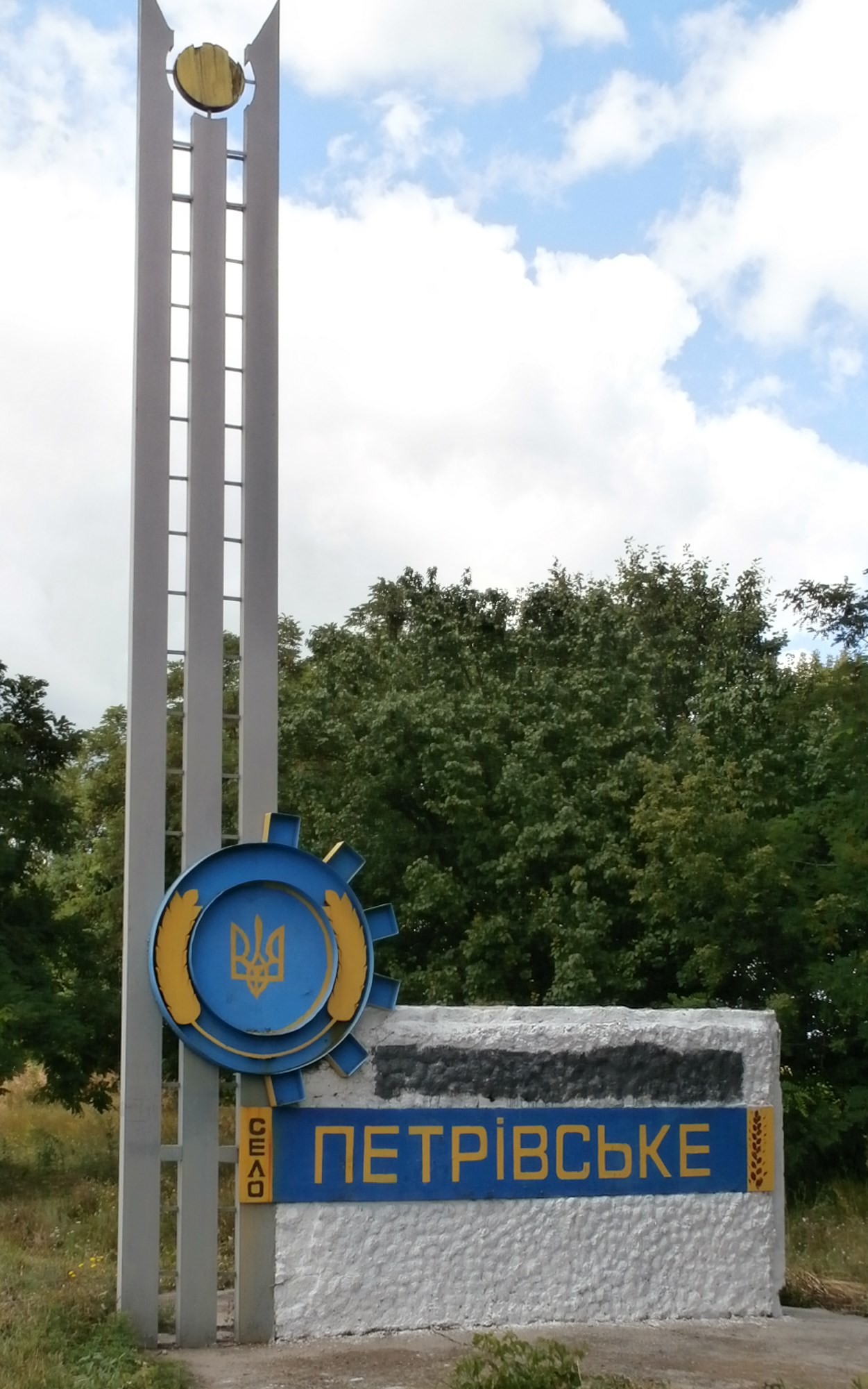
Ortseingangsschild

Bis 19. Mai 2016 trug der Ort den Namen Petriwske (ukrainisch Петрівське; russisch Петровское Petrowskoje) und wurde dann im Zuge der Dekommunisierung in der Ukraine auf den Namen Kosazke umbenannt.

## Geographie
Kosazke grenzt im Osten an die, zur Oblast Dnepropetrowsk gehörende Stadt Schowti Wody und im Norden an die Landratsgemeinden Jossypiwka und Selene. Das ehemalige Rajonzentrum Petrowe liegt 18 km westlich, und das Oblastzentrum Kropywnyzkyj liegt 112 km westlich von Kosazke.
Die Territorialstraße T 1210 durchquert die Gemeinde in Ost-West-Richtung und in ihrem Osten verläuft von Süd nach Nord die Regionalstraße P 74 (bis 1. Januar 2013 Territorialstraße T 0418).
Zwischen Petriwske und dem Nachbardorf Selenyj Hai (ukrainisch Зелений Гай) liegt der ehemalige Flugplatz Schowti Wody⊙ mit einer 400 m langen Start- und Landebahn. Das zur Gemeinde zählende Dorf Oleksandro-Marjiwka (ukrainisch Олександро-Мар`ївка) liegt an der Selena, einem Nebenfluss des Inhulez.
Am 12. Juni 2020 wurde das Dorf ein Teil der neugegründeten Siedlungsgemeinde Petrowe, bis dahin bildete es zusammen mit den Dörfern Lany (ukrainisch Лани), Oleksandro-Marjiwka (ukrainisch Олександро-Мар`ївка) und Selenyj Haj (ukrainisch Зелений Гай) die gleichnamige Landratsgemeinde Kosazke (Козацька сільська рада/Kosazka silska rada) im Osten des Rajons Petrowe.
Am 17. Juli 2020 kam es im Zuge einer großen Rajonsreform zum Anschluss des Rajonsgebietes an den Rajon Oleksandrija.

## Weblinks

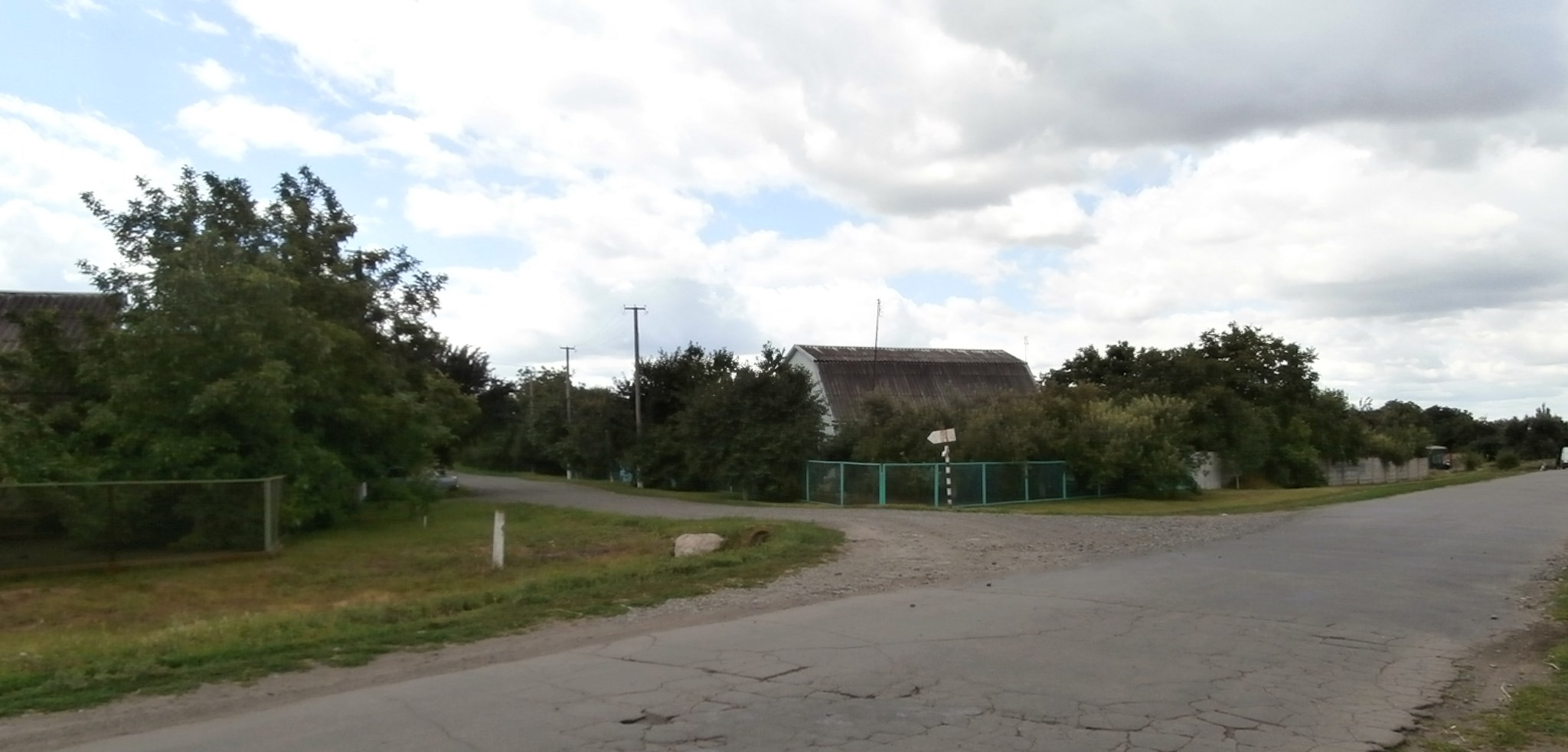
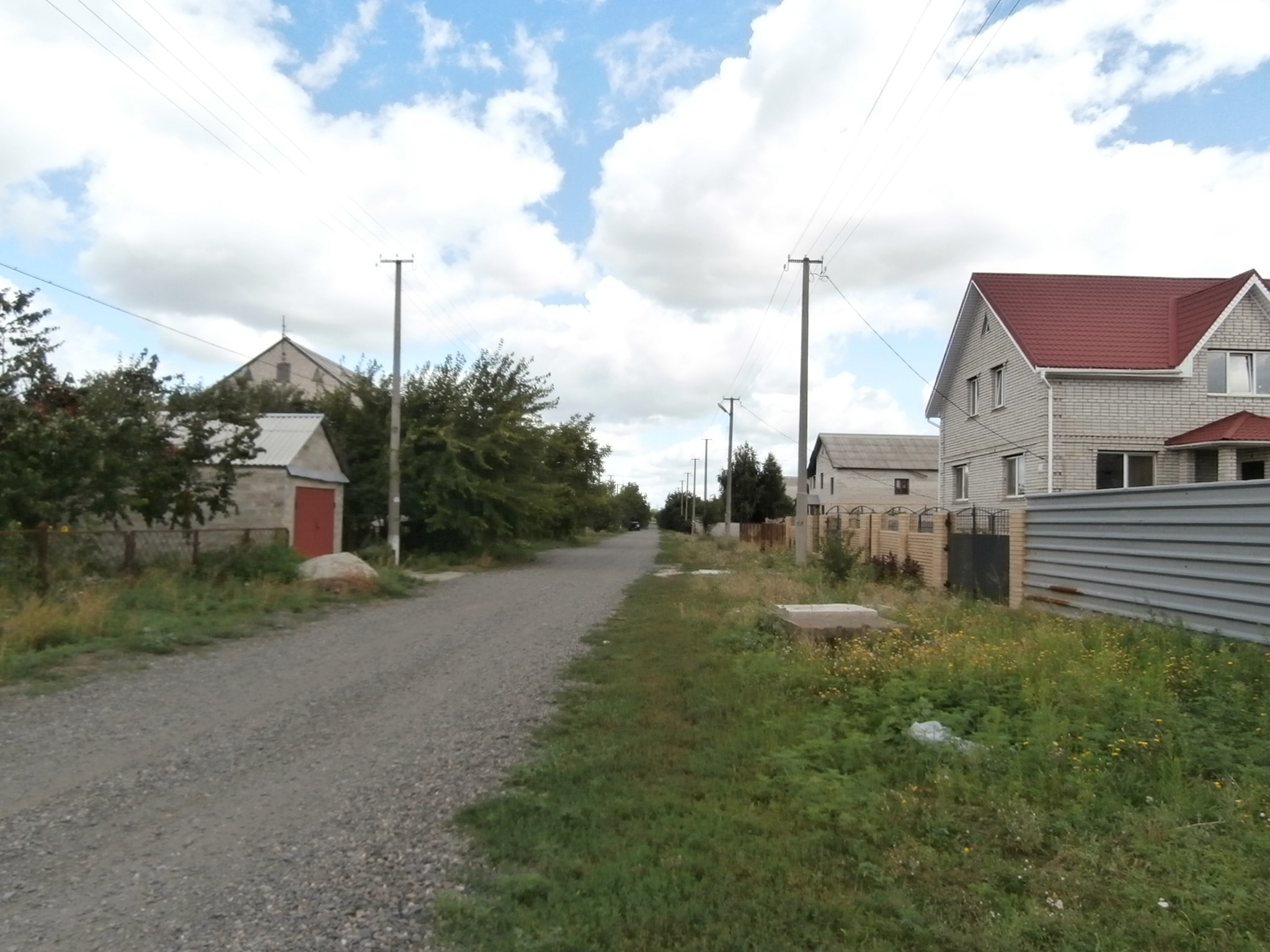
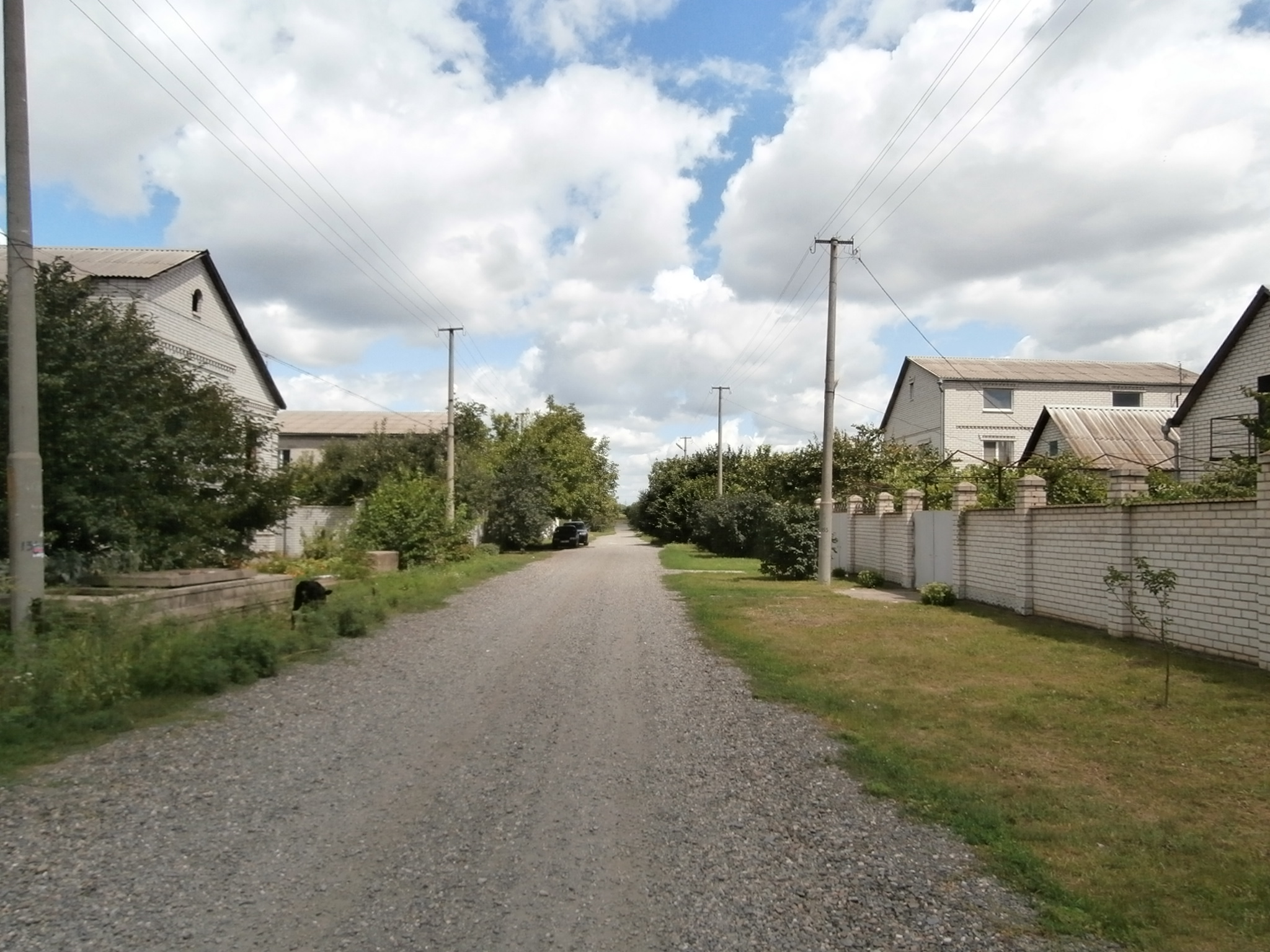